# Peter Wilkinson
Sir Peter Wilkinson, britanski častnik, obveščevalec in diplomat, * 1914, † 2000.
Med drugo svetovno vojno je bil član zavezniške vojaške misije pri NOV in POS.

## Odlikovanja in nagrade
Leta 1995 je prejel častni znak svobode Republike Slovenije z naslednjo utemeljitvijo: »ob 50 letnici zmage nad nacifašizmom za zasluge in dejanja v dobro slovenskemu narodu sredi najtežjih časov med drugo svetovno vojno ter za krepitev prijateljstva med Slovenijo in matično državo«.